# 小莫克里亞尼
49°41′33″N 23°19′0″E / 49.69250°N 23.31667°E
小莫克里亞尼（烏克蘭語：Малі Мокряни），是烏克蘭西部的村莊，隸屬利維夫州的亞沃里夫區。該村面積7.39平方公里，海拔高度291米，2023年人口264，人口密度每平方公里55.07人。